# Ferhadija
Ferhadija es una de las calles principales de Sarajevo, la capital de Bosnia y Herzegovina, que corre de este a oeste por el centro histórico de esta ciudad, en la municipalidad de Stari Grad, y conecta la calle Maršala Tita (también conocida como Titova) con la calle Sarači (en Baščaršija).
La calle reúne numerosas tiendas, bares, locales gastronómicos y hospedajes, por lo que se convierte a diario en una zona de esparcimiento para los habitantes de Sarajevo y turistas. En sus alrededores también hay algunas atracciones de la ciudad, lugares de culto de distintas religiones y monumentos históricos, como la Mezquita Ferhadija, la Catedral del Corazón de Jesús en la plaza principal, la iglesia ortodoxa Catedral de la Natividad de la Madre de Dios, la exposición permanente Galerija 11/07/95, el Museo de Crímenes contra la Humanidad y Genocidio 1992-1995, la mezquita y madrasa Gazi Husrev Beg, la Plaza de la Liberación —trg Oslobođenje—, y el monumento conmemorativo Vječna vatra, una llama eterna en homenaje a las víctimas de la liberación de Sarajevo en la Segunda Guerra Mundial.

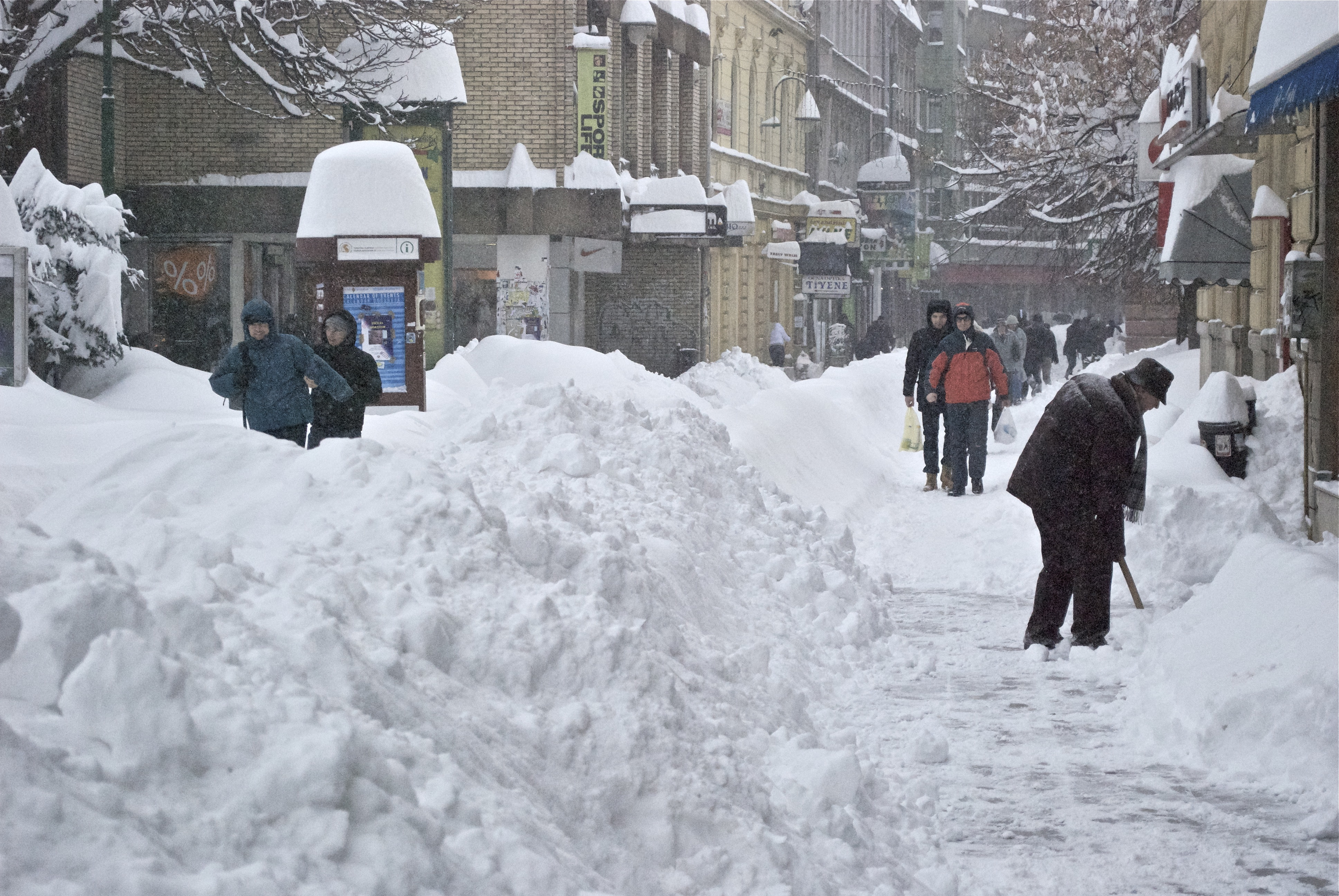
Ferhadija en invierno.

La arquitectura dominante a lo largo de Ferhadija refleja el estilo de la época de dominación austrohúngara. Sobre el final de la calle, una demarcación en el suelo indica el punto del "encuentro de culturas", con las edificaciones del período austrohúngaro hacia el oeste y las construcciones de estética otomana hacia el este, donde la calle pasa a llamarse Sarači, ya en el área de Baščaršija.
El nombre Ferhadija proviene del siglo XVI, por el barrio que se formó en torno a la mezquita Ferhadija, construida por Ferhad-beg Vuković Desisalić. El nombre de la calle fue cambiado oficialmente cuatro veces (se llamó Prijestolonasljednika Petra entre 1928 y 1941 y Vase Miskina desde 1945 hasta 1993) y recuperado como Ferhadija en dos ocasiones: en la Segunda Guerra Mundial y finalmente durante el sitio de Sarajevo.
En los años del sitio de Sarajevo (1992-1995) la peatonal Ferhadija sufrió varios bombardeos, los cuales dejaron su huella en el asfalto. Algunas de esas marcas aún hoy continúan visibles ya que fueron rellenadas con resina roja como homenaje a las víctimas fatales, y se las conoce como Rosas de Sarajevo.

## Galería

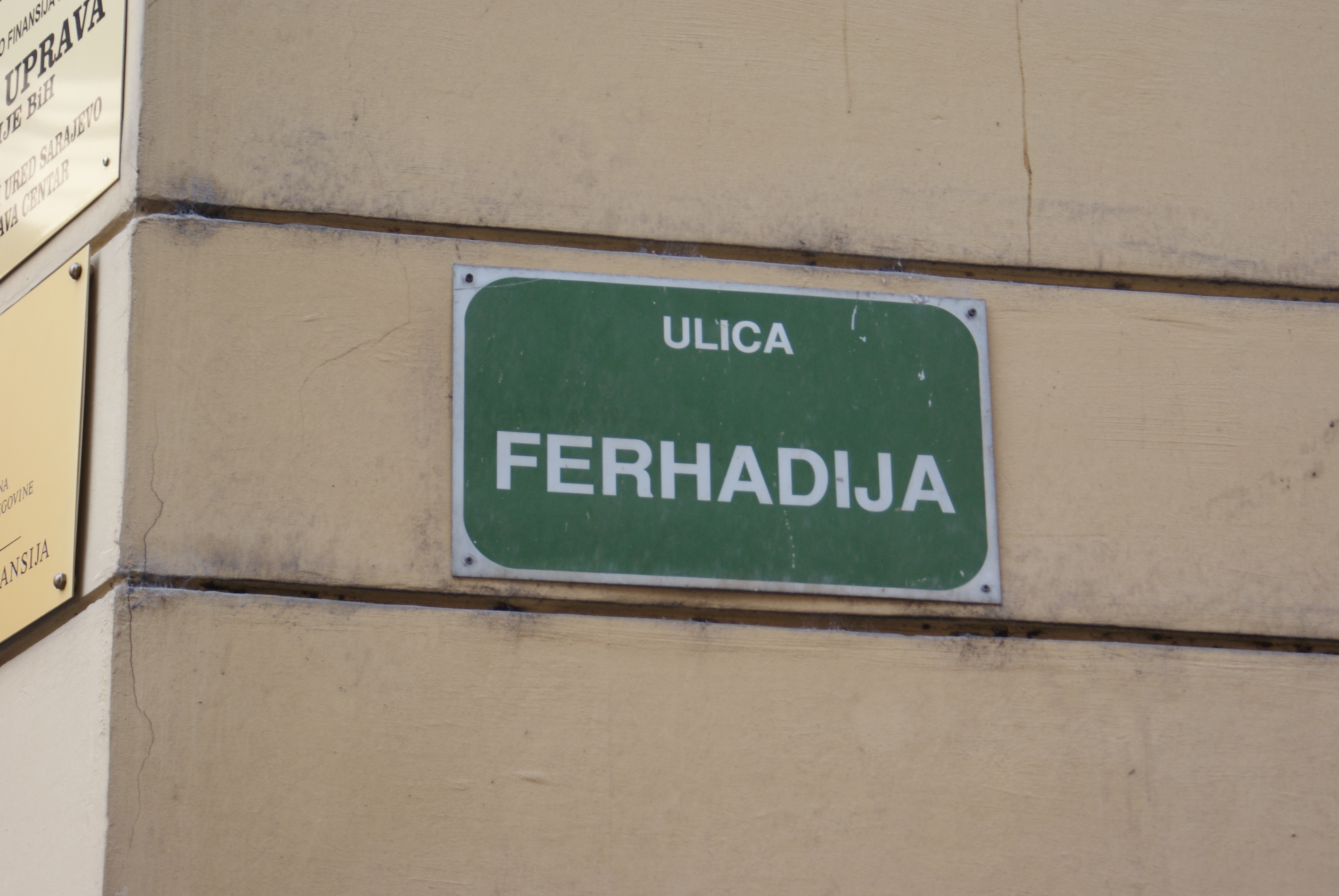
Cartel de calle Ferhadija.
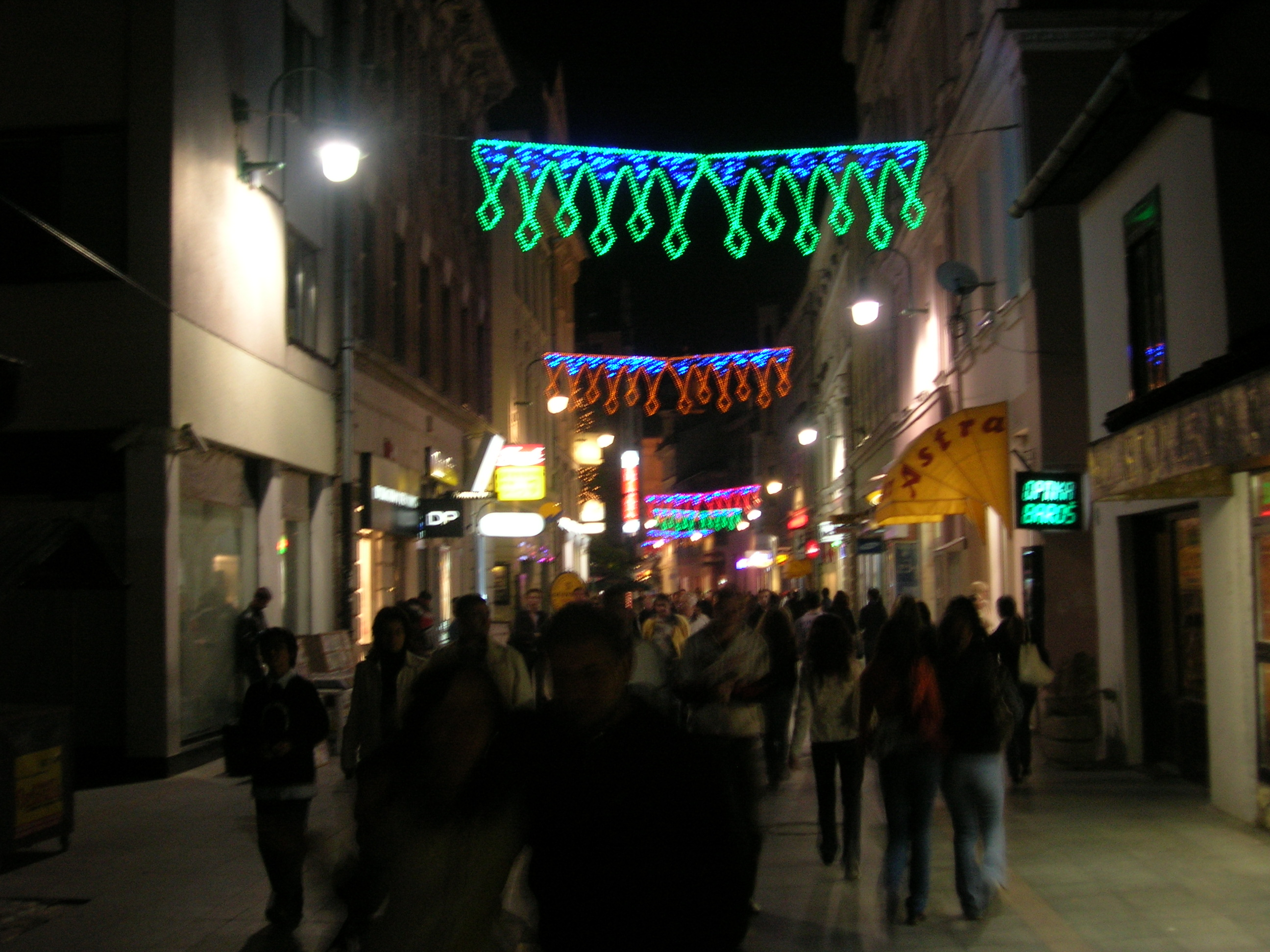
Ferhadija de noche.
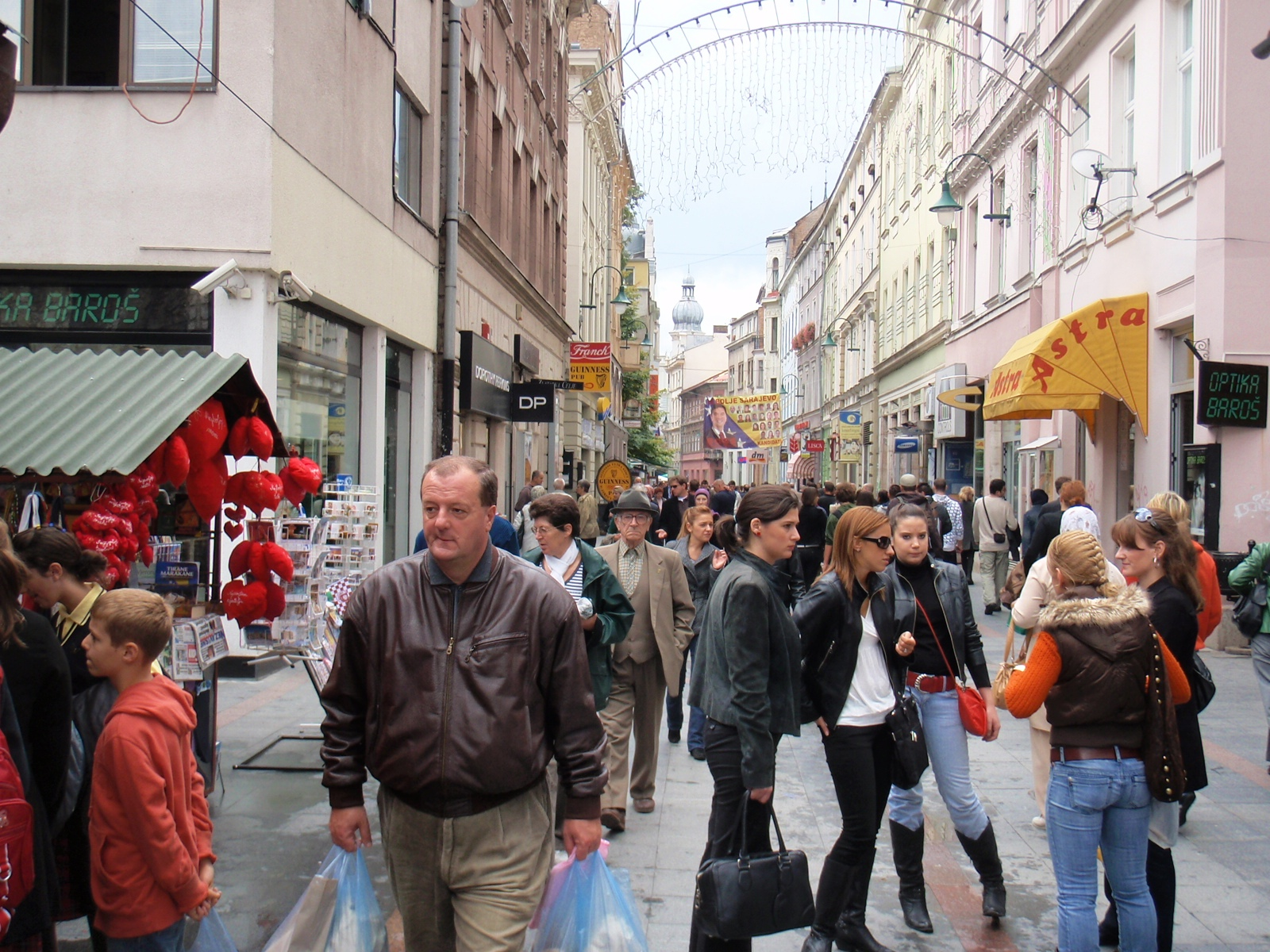
La peatonal en octubre de 2008.
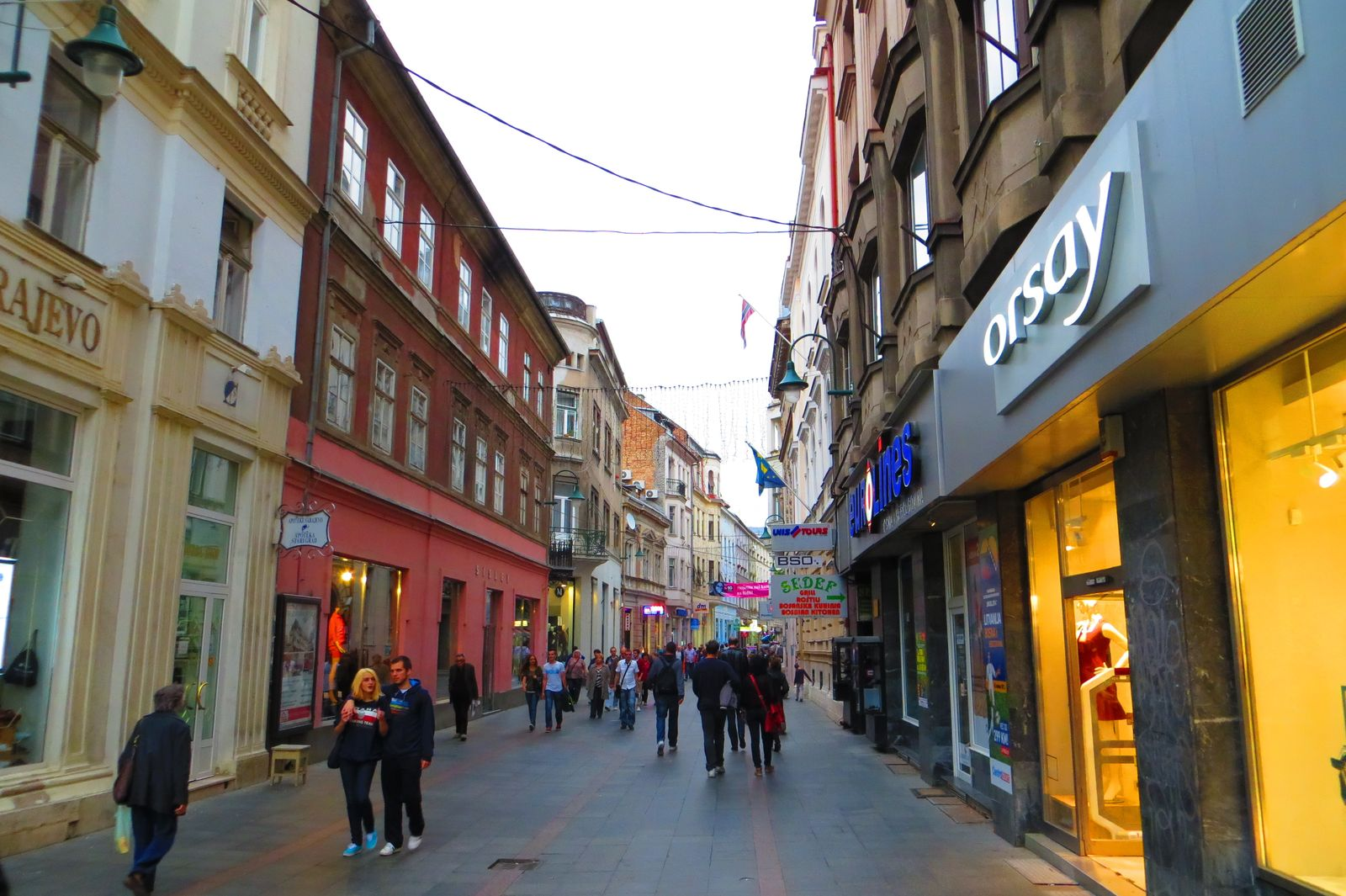
Ferhadija en septiembre de 2013.
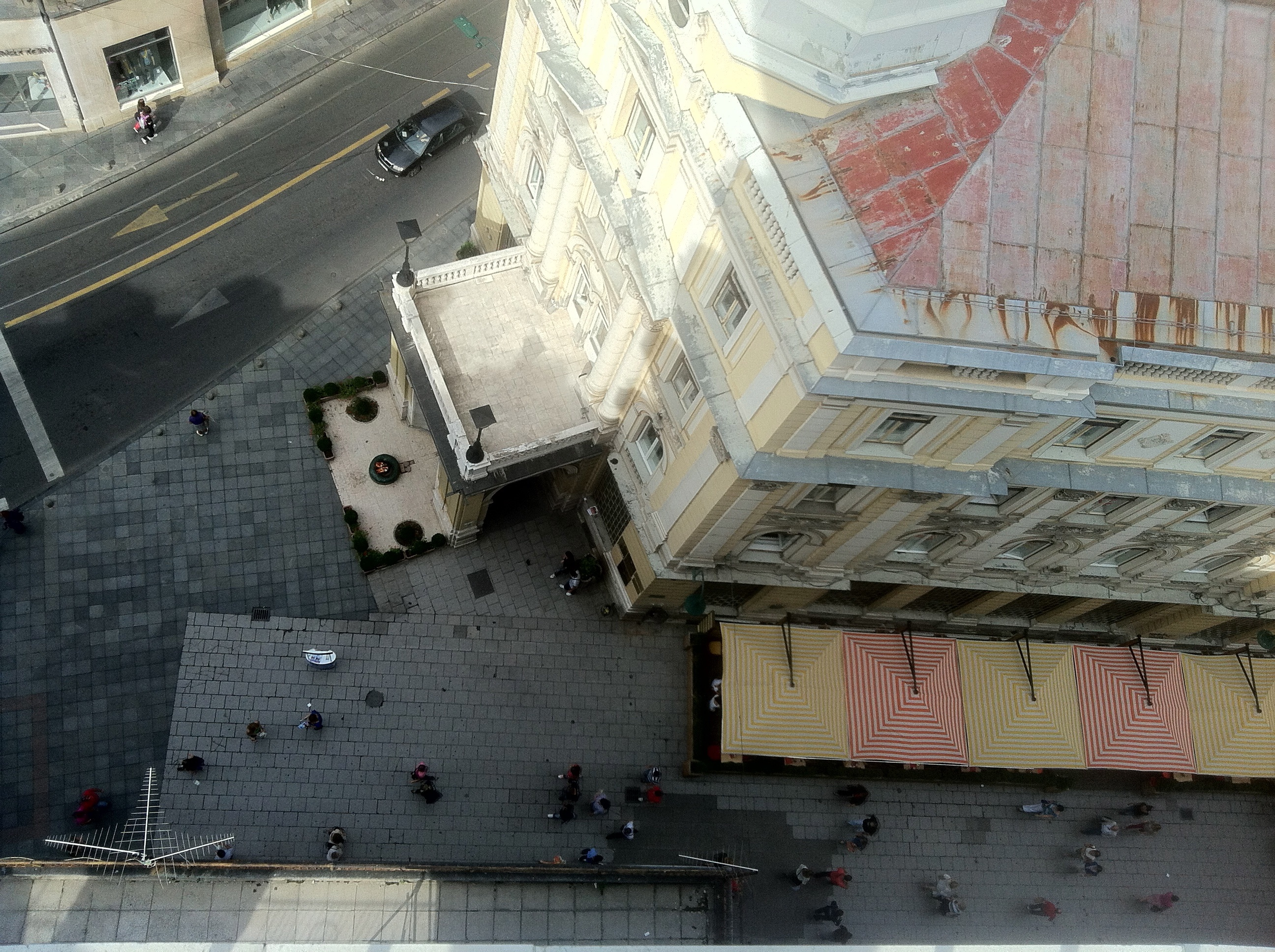
El monumento conmemorativo de la llama eterna en el extremo oeste de la peatonal.